# تصفيات كأس العالم 2026 (أمريكا الجنوبية)
سيحدد قسم أمريكا الجنوبية من تصفيات كأس العالم 2026 المنتخبات الوطنية الأعضاء في اتحاد أمريكا الجنوبية لكرة القدم (كونميبول) المتأهلة لكأس العالم 2026 التي ستقام في كندا والولايات المتحدة والمكسيك. ستتنافس منتخبات كونميبول على 61⁄2 مقاعد في البطولة النهائية (6 مقاعد مباشرة ومقعد واحد من المواجهات الفاصلة بين الاتحادات القارية).

## المنتخبات المشاركة
ستشارك جميع المنتخبات العشرة الأعضاء في الكونميبول في التصفيات.
| المنتخب    | أبريل 2023 تصنيف فيفا العالمي |
| ---------- | ----------------------------- |
| الأرجنتين  | 1                             |
| البرازيل   | 3                             |
| الأوروغواي | 16                            |
| كولومبيا   | 17                            |
| بيرو       | 21                            |
| تشيلي      | 31                            |
| الإكوادور  | 41                            |
| باراغواي   | 48                            |
| فنزويلا    | 55                            |
| بوليفيا    | 83                            |

## جدول الترتيب
| م  | الفريق         | لعب | ف  | ت | خ  | أ.له | أ.ع | أ.ف | نقاط | التأهل          |     | الأرجنتين | الإكوادور | البرازيل | الأوروغواي | باراغواي | كولومبيا | فنزويلا | بوليفيا | بيرو   | تشيلي  |
| -- | -------------- | --- | -- | - | -- | ---- | --- | --- | ---- | --------------- | --- | --------- | --------- | -------- | ---------- | -------- | -------- | ------- | ------- | ------ | ------ |
| 1  | الأرجنتين (Q)  | 16  | 11 | 2 | 3  | 28   | 9   | +19 | 35   | كأس العالم 2026 |     | —         | 1–0       | 4–1      | 0–2        | 1–0      | 1–1      | سبتمبر  | 6–0     | 1–0    | 3–0    |
| 2  | الإكوادور (Q)  | 16  | 7  | 7 | 2  | 13   | 5   | +8  | 25   | كأس العالم 2026 |     | سبتمبر    | —         | 0–0      | 2–1        | 0–0      | 0–0      | 2–1     | 4–0     | 1–0    | 1–0    |
| 3  | البرازيل (Q)   | 16  | 7  | 4 | 5  | 21   | 16  | +5  | 25   | كأس العالم 2026 |     | 0–1       | 1–0       | —        | 1–1        | 1–0      | 2–1      | 1–1     | 5–1     | 4–0    | سبتمبر |
| 4  | الأوروغواي (X) | 16  | 6  | 6 | 4  | 19   | 12  | +7  | 24   | كأس العالم 2026 |     | 0–1       | 0–0       | 2–0      | —          | 0–0      | 3–2      | 2–0     | 3–0     | سبتمبر | 3–1    |
| 5  | باراغواي (X)   | 16  | 6  | 6 | 4  | 13   | 10  | +3  | 24   | كأس العالم 2026 |     | 2–1       | سبتمبر    | 1–0      | 2–0        | —        | 0–1      | 2–1     | 1–0     | 0–0    | 1–0    |
| 6  | كولومبيا       | 16  | 5  | 7 | 4  | 19   | 15  | +4  | 22   | كأس العالم 2026 |     | 2–1       | 0–1       | 2–1      | 2–2        | 2–2      | —        | 1–0     | سبتمبر  | 0–0    | 4–0    |
| 7  | فنزويلا        | 16  | 4  | 6 | 6  | 15   | 19  | −4  | 18   | الملحق القاري   |     | 1–1       | 0–0       | 1–1      | 0–0        | 1–0      | سبتمبر   | —       | 2–0     | 1–0    | 3–0    |
| 8  | بوليفيا        | 16  | 5  | 2 | 9  | 16   | 32  | −16 | 17   |                 |     | 0–3       | 1–2       | سبتمبر   | 0–0        | 2–2      | 1–0      | 4–0     | —       | 2–0    | 2–0    |
| 9  | بيرو (Y)       | 16  | 2  | 6 | 8  | 6    | 17  | −11 | 12   |                 | 0–2 | 0–0       | 0–1       | 1–0      | سبتمبر     | 1–1      | 1–1      | 3–1     | —       | 0–0    |        |
| 10 | تشيلي (E)      | 16  | 2  | 4 | 10 | 9    | 24  | −15 | 10   |                 | 0–1 | 0–0       | 1–2       | سبتمبر   | 0–0        | 0–0      | 4–2      | 1–2     | 2–0     | —      |        |

1. ↑  خصمت 3 نقاط من الإكوادور بسبب تزوير وثائق ميلاد بايرون كاستيلو خلال دورة التصفيات السابقة لكأس العالم.[3]

## المباريات

### الجولة 1
| باراغواي | 0–0                           | بيرو |
| -------- | ----------------------------- | ---- |
|          | تقرير (FIFA) تقرير (CONMEBOL) |      |

| كولومبيا   | 1–0                           | فنزويلا |
| ---------- | ----------------------------- | ------- |
| - بوري 46' | تقرير (FIFA) تقرير (CONMEBOL) |         |

| الأرجنتين  | 1–0                           | الإكوادور |
| ---------- | ----------------------------- | --------- |
| - ميسي 78' | تقرير (FIFA) تقرير (CONMEBOL) |           |

| الأوروغواي                             | 3–1                           | تشيلي       |
| -------------------------------------- | ----------------------------- | ----------- |
| - دي لا كروز 38'، 71' - فالفيردي 45+2' | تقرير (FIFA) تقرير (CONMEBOL) | - فيدال 74' |

| البرازيل                                             | 5–1                           | بوليفيا      |
| ---------------------------------------------------- | ----------------------------- | ------------ |
| - رودريغو غوس 24'، 53' - دياز 47' - نيمار 61'، 90+3' | تقرير (FIFA) تقرير (CONMEBOL) | - أبريغو 78' |

### الجولة 2
| بوليفيا | 0–3                           | الأرجنتين                                      |
| ------- | ----------------------------- | ---------------------------------------------- |
|         | تقرير (FIFA) تقرير (CONMEBOL) | - فرنانديز 31' - تاغليافيكو 42' - غونزاليس 83' |

| الإكوادور            | 2–1                           | الأوروغواي    |
| -------------------- | ----------------------------- | ------------- |
| - كايسيدو 45+5'، 61' | تقرير (FIFA) تقرير (CONMEBOL) | - كانوبيو 38' |

| فنزويلا                | 1–0                           | باراغواي |
| ---------------------- | ----------------------------- | -------- |
| - روندون 90+3' (ركلة.) | تقرير (FIFA) تقرير (CONMEBOL) |          |

| تشيلي | 0–0                           | كولومبيا |
| ----- | ----------------------------- | -------- |
|       | تقرير (FIFA) تقرير (CONMEBOL) |          |

| بيرو | 0–1                           | البرازيل        |
| ---- | ----------------------------- | --------------- |
|      | تقرير (FIFA) تقرير (CONMEBOL) | - ماركينيوس 90' |

### الجولة 3
| كولومبيا                    | 2–2                           | الأوروغواي                        |
| --------------------------- | ----------------------------- | --------------------------------- |
| - رودريغيز 35' - أوريبي 52' | تقرير (FIFA) تقرير (CONMEBOL) | - أوليفيرا 47' - نونيز 90+1' (ض.) |

| بوليفيا      | 1–2                           | الإكوادور                   |
| ------------ | ----------------------------- | --------------------------- |
| - رامايو 83' | تقرير (FIFA) تقرير (CONMEBOL) | - بايز 45' - رودريغيز 90+6' |

| الأرجنتين     | 1–0                           | باراغواي |
| ------------- | ----------------------------- | -------- |
| - أوتامندي 3' | تقرير (FIFA) تقرير (CONMEBOL) |          |

| تشيلي                      | 2–0                           | بيرو |
| -------------------------- | ----------------------------- | ---- |
| - فالديز 74' - نونيز 90+1' | تقرير (FIFA) تقرير (CONMEBOL) |      |

| البرازيل      | 1–1                           | فنزويلا    |
| ------------- | ----------------------------- | ---------- |
| - غابرييل 50' | تقرير (FIFA) تقرير (CONMEBOL) | - بيلو 85' |

### الجولة 4
| فنزويلا                                   | 3–0                           | تشيلي |
| ----------------------------------------- | ----------------------------- | ----- |
| - سوتيلدو 45+1' - روندون 72' - ماتشيس 79' | تقرير (FIFA) تقرير (CONMEBOL) |       |

| باراغواي       | 1–0                           | بوليفيا |
| -------------- | ----------------------------- | ------- |
| - سانابريا 69' | تقرير (FIFA) تقرير (CONMEBOL) |         |

| الإكوادور | 0–0                           | كولومبيا |
| --------- | ----------------------------- | -------- |
|           | تقرير (FIFA) تقرير (CONMEBOL) |          |

| الأوروغواي                   | 2–0                           | البرازيل |
| ---------------------------- | ----------------------------- | -------- |
| - نونيز 42' - دي لا كروز 77' | تقرير (FIFA) تقرير (CONMEBOL) |          |

| بيرو | 0–2                           | الأرجنتين       |
| ---- | ----------------------------- | --------------- |
|      | تقرير (FIFA) تقرير (CONMEBOL) | - ميسي 32'، 42' |

### الجولة 5
| بوليفيا               | 2–0                           | بيرو |
| --------------------- | ----------------------------- | ---- |
| - فاكا 20' - فاكا 87' | تقرير (FIFA) تقرير (CONMEBOL) |      |

| فنزويلا | 0–0                           | الإكوادور |
| ------- | ----------------------------- | --------- |
|         | تقرير (FIFA) تقرير (CONMEBOL) |           |

| كولومبيا        | 2–1                           | البرازيل       |
| --------------- | ----------------------------- | -------------- |
| - دياز 75'، 79' | تقرير (FIFA) تقرير (CONMEBOL) | - مارتينيلي 4' |

| الأرجنتين | 0–2                           | الأوروغواي               |
| --------- | ----------------------------- | ------------------------ |
|           | تقرير (FIFA) تقرير (CONMEBOL) | - أراوخو 41' - نونيز 87' |

| تشيلي | 0–0                           | باراغواي |
| ----- | ----------------------------- | -------- |
|       | تقرير (FIFA) تقرير (CONMEBOL) |          |

### الجولة 6
| باراغواي | 0–1          | كولومبيا        |
| -------- | ------------ | --------------- |
|          | تقرير (FIFA) | - بوري 11' (ض.) |

| الأوروغواي                            | 3–0          | بوليفيا |
| ------------------------------------- | ------------ | ------- |
| - نونيز 15'، 71' - فيلاميل 39' (ه.ذ.) | تقرير (FIFA) |         |

| الإكوادور  | 1–0          | تشيلي |
| ---------- | ------------ | ----- |
| - مينا 21' | تقرير (FIFA) |       |

| البرازيل | 0–1          | الأرجنتين      |
| -------- | ------------ | -------------- |
|          | تقرير (FIFA) | - أوتامندي 63' |

| بيرو        | 1–1          | فنزويلا        |
| ----------- | ------------ | -------------- |
| - يوتون 17' | تقرير (FIFA) | - سافارينو 54' |

### الجولة 7
| بوليفيا                                                           | 4–0                           | فنزويلا |
| ----------------------------------------------------------------- | ----------------------------- | ------- |
| - فاكا 13' - ألجارناز 45+5' (ركلة.) - Terceros 46' - Monteiro 89' | تقرير (FIFA) تقرير (CONMEBOL) |         |

| الأرجنتين                                  | 3–0                           | تشيلي |
| ------------------------------------------ | ----------------------------- | ----- |
| - أليستير 48' - ألفاريز 84' - ديبالا 90+1' | تقرير (FIFA) تقرير (CONMEBOL) |       |

| الأوروغواي | 0–0                           | باراغواي |
| ---------- | ----------------------------- | -------- |
|            | تقرير (FIFA) تقرير (CONMEBOL) |          |

| البرازيل    | 1–0                           | الإكوادور |
| ----------- | ----------------------------- | --------- |
| رودريغو 30' | تقرير (FIFA) تقرير (CONMEBOL) |           |

| بيرو       | 1–1                           | كولومبيا |
| ---------- | ----------------------------- | -------- |
| كالينس 68' | تقرير (FIFA) تقرير (CONMEBOL) | دياز 82' |

### الجولة 8
| كولومبيا                             | 2–1                           | الأرجنتين    |
| ------------------------------------ | ----------------------------- | ------------ |
| - موسكيرا 25' - رودريغيز 60' (ركلة.) | تقرير (FIFA) تقرير (CONMEBOL) | غونزاليس 48' |

| تشيلي      | 1–2                           | بوليفيا                         |
| ---------- | ----------------------------- | ------------------------------- |
| فارغاس 39' | تقرير (FIFA) تقرير (CONMEBOL) | - ألجارناز 13' - Terceros 45+1' |

| الإكوادور   | 1–0                           | بيرو |
| ----------- | ----------------------------- | ---- |
| فالنسيا 54' | تقرير (FIFA) تقرير (CONMEBOL) |      |

| فنزويلا | 0–0                           | الأوروغواي |
| ------- | ----------------------------- | ---------- |
|         | تقرير (FIFA) تقرير (CONMEBOL) |            |

| باراغواي  | 1–0                           | البرازيل |
| --------- | ----------------------------- | -------- |
| Gómez 20' | تقرير (FIFA) تقرير (CONMEBOL) |          |

### الجولة 9
| بوليفيا      | 1–0                           | كولومبيا |
| ------------ | ----------------------------- | -------- |
| Terceros 58' | تقرير (FIFA) تقرير (CONMEBOL) |          |

| الإكوادور | 0–0                           | باراغواي |
| --------- | ----------------------------- | -------- |
|           | تقرير (FIFA) تقرير (CONMEBOL) |          |

| فنزويلا    | 1–1                           | الأرجنتين    |
| ---------- | ----------------------------- | ------------ |
| روندون 65' | تقرير (FIFA) تقرير (CONMEBOL) | أوتامندي 13' |

| تشيلي     | 1–2                           | البرازيل                   |
| --------- | ----------------------------- | -------------------------- |
| فارغاس 2' | تقرير (FIFA) تقرير (CONMEBOL) | - جيسوس 45+1' - هنريكي 89' |

| بيرو       | 1–0                           | الأوروغواي |
| ---------- | ----------------------------- | ---------- |
| أراوخو 88' | تقرير (FIFA) تقرير (CONMEBOL) |            |

### الجولة 10
| كولومبيا                                              | 4–0                           | تشيلي |
| ----------------------------------------------------- | ----------------------------- | ----- |
| - سانشيز 34' - دياز 52' - دوران 84' - سينيستيرا 90+3' | تقرير (FIFA) تقرير (CONMEBOL) |       |

| باراغواي          | 2–1                           | فنزويلا      |
| ----------------- | ----------------------------- | ------------ |
| سانابريا 59'، 74' | تقرير (FIFA) تقرير (CONMEBOL) | Aramburu 25' |

| الأوروغواي | 0–0                           | الإكوادور |
| ---------- | ----------------------------- | --------- |
|            | تقرير (FIFA) تقرير (CONMEBOL) |           |

| الأرجنتين                                                        | 6–0                           | بوليفيا |
| ---------------------------------------------------------------- | ----------------------------- | ------- |
| - ميسي 19'، 84'، 86' - مارتينيز 43' - ألفاريز 45+3' - ألمادا 69' | تقرير (FIFA) تقرير (CONMEBOL) |         |

| البرازيل                                                  | 4–0                           | بيرو |
| --------------------------------------------------------- | ----------------------------- | ---- |
| - دياز 38' (ركلة.)، 54' (ركلة.) - بيريرا 71' - هنريكي 74' | تقرير (FIFA) تقرير (CONMEBOL) |      |

### الجولة 11
| فنزويلا     | 1–1                           | البرازيل |
| ----------- | ----------------------------- | -------- |
| سيغوفيا 46' | تقرير (FIFA) تقرير (CONMEBOL) | دياز 43' |

| باراغواي                      | 2–1                           | الأرجنتين    |
| ----------------------------- | ----------------------------- | ------------ |
| - سانابريا 19' - الديريتي 47' | تقرير (FIFA) تقرير (CONMEBOL) | مارتينيز 11' |

| الإكوادور                                          | 4–0                           | بوليفيا |
| -------------------------------------------------- | ----------------------------- | ------- |
| - فالنسيا 26' (ركلة.) - بلاتا 28'، 49' - Minda 61' | تقرير (FIFA) تقرير (CONMEBOL) |         |

| الأوروغواي                                       | 3–2                           | كولومبيا                       |
| ------------------------------------------------ | ----------------------------- | ------------------------------ |
| - سانشيز 57' (ه.ذ.) - أجويري 60' - أوجارت 90+13' | تقرير (FIFA) تقرير (CONMEBOL) | - كينتيرو 31' - A. Gómez 90+6' |

| بيرو | 0–0                           | تشيلي |
| ---- | ----------------------------- | ----- |
|      | تقرير (FIFA) تقرير (CONMEBOL) |       |

### الجولة 12
| بوليفيا                              | 2–2                           | باراغواي                      |
| ------------------------------------ | ----------------------------- | ----------------------------- |
| - E. Vaca 15' - Terceros 80' (ركلة.) | تقرير (FIFA) تقرير (CONMEBOL) | - ألميرون 71' - إنسيسكو 90+1' |

| كولومبيا | 0–1                           | الإكوادور    |
| -------- | ----------------------------- | ------------ |
|          | تقرير (FIFA) تقرير (CONMEBOL) | - فالنسيا 7' |

| الأرجنتين      | 1–0                           | بيرو |
| -------------- | ----------------------------- | ---- |
| - مارتينيز 55' | تقرير (FIFA) تقرير (CONMEBOL) |      |

| تشيلي                                              | 4–2                           | فنزويلا                      |
| -------------------------------------------------- | ----------------------------- | ---------------------------- |
| - فارغاس 20' - رينكون 29' (ه.ذ.) - Cepeda 38'، 47' | تقرير (FIFA) تقرير (CONMEBOL) | - سافارينو 13' - راميريز 22' |

| البرازيل    | 1–1                           | الأوروغواي   |
| ----------- | ----------------------------- | ------------ |
| أسيفيدو 62' | تقرير (FIFA) تقرير (CONMEBOL) | فالفيردي 55' |

### الجولة 13
| باراغواي     | 1–0                           | تشيلي |
| ------------ | ----------------------------- | ----- |
| الديريتي 60' | تقرير (FIFA) تقرير (CONMEBOL) |       |

| البرازيل                         | 2–1                           | كولومبيا |
| -------------------------------- | ----------------------------- | -------- |
| - دياز 6' (ركلة.) - جونيور 90+9' | تقرير (FIFA) تقرير (CONMEBOL) | دياز 41' |

| بيرو                                 | 3–1                           | بوليفيا              |
| ------------------------------------ | ----------------------------- | -------------------- |
| - بولو 37' - غيريرو 45' - فلوريس 82' | تقرير (FIFA) تقرير (CONMEBOL) | Terceros 58' (ركلة.) |

| الإكوادور        | 2–1                           | فنزويلا     |
| ---------------- | ----------------------------- | ----------- |
| فالنسيا 39'، 46' | تقرير (FIFA) تقرير (CONMEBOL) | Cádiz 90+1' |

| الأوروغواي | 0–1                           | الأرجنتين  |
| ---------- | ----------------------------- | ---------- |
|            | تقرير (FIFA) تقرير (CONMEBOL) | ألمادا 68' |

### الجولة 14
| بوليفيا | 0–0                           | الأوروغواي |
| ------- | ----------------------------- | ---------- |
|         | تقرير (FIFA) تقرير (CONMEBOL) |            |

| كولومبيا              | 2–2                           | باراغواي                     |
| --------------------- | ----------------------------- | ---------------------------- |
| - دياز 1' - دوران 13' | تقرير (FIFA) تقرير (CONMEBOL) | - ألونسو 45+4' - إنسيسكو 62' |

| فنزويلا            | 1–0                           | بيرو |
| ------------------ | ----------------------------- | ---- |
| روندون 41' (ركلة.) | تقرير (FIFA) تقرير (CONMEBOL) |      |

| الأرجنتين                                               | 4–1                           | البرازيل  |
| ------------------------------------------------------- | ----------------------------- | --------- |
| - ألفاريز 4' - فرنانديز 12' - أليستير 37' - سيميوني 71' | تقرير (FIFA) تقرير (CONMEBOL) | كونيا 26' |

| تشيلي | 0–0                           | الإكوادور |
| ----- | ----------------------------- | --------- |
|       | تقرير (FIFA) تقرير (CONMEBOL) |           |

### الجولة 15
| باراغواي                            | 2–0                           | الأوروغواي |
| ----------------------------------- | ----------------------------- | ---------- |
| - Galarza 13' - إنسيسكو 81' (ركلة.) | تقرير (FIFA) تقرير (CONMEBOL) |            |

| الإكوادور | 0–0                           | البرازيل |
| --------- | ----------------------------- | -------- |
|           | تقرير (FIFA) تقرير (CONMEBOL) |          |

| تشيلي | 0–1                           | الأرجنتين   |
| ----- | ----------------------------- | ----------- |
|       | تقرير (FIFA) تقرير (CONMEBOL) | ألفاريز 16' |

| كولومبيا | 0–0                           | بيرو |
| -------- | ----------------------------- | ---- |
|          | تقرير (FIFA) تقرير (CONMEBOL) |      |

| فنزويلا                          | 2–0                           | بوليفيا |
| -------------------------------- | ----------------------------- | ------- |
| - Cuéllar 5' (ه.ذ.) - روندون 30' | تقرير (FIFA) تقرير (CONMEBOL) |         |

### الجولة 16
| بوليفيا                      | 2–0                           | تشيلي |
| ---------------------------- | ----------------------------- | ----- |
| - Terceros 5' - Monteiro 90' | تقرير (FIFA) تقرير (CONMEBOL) |       |

| الأوروغواي                   | 2–0                           | فنزويلا |
| ---------------------------- | ----------------------------- | ------- |
| - أجويري 43' - أراسكايتا 47' | تقرير (FIFA) تقرير (CONMEBOL) |         |

| الأرجنتين  | 1–1                           | كولومبيا |
| ---------- | ----------------------------- | -------- |
| ألمادا 81' | تقرير (FIFA) تقرير (CONMEBOL) | دياز 24' |

| البرازيل   | 1–0                           | باراغواي |
| ---------- | ----------------------------- | -------- |
| جونيور 44' | تقرير (FIFA) تقرير (CONMEBOL) |          |

| بيرو | 0–0                           | الإكوادور |
| ---- | ----------------------------- | --------- |
|      | تقرير (FIFA) تقرير (CONMEBOL) |           |

### الجولة 17
| الأوروغواي | المبارة 81 | بيرو |
| ---------- | ---------- | ---- |
|            |            |      |

| كولومبيا | المبارة 82 | بوليفيا |
| -------- | ---------- | ------- |
|          |            |         |

| البرازيل | المبارة 83 | تشيلي |
| -------- | ---------- | ----- |
|          |            |       |

| باراغواي | المبارة 84 | الإكوادور |
| -------- | ---------- | --------- |
|          |            |           |

| الأرجنتين | المبارة 85 | فنزويلا |
| --------- | ---------- | ------- |
|           |            |         |

### الجولة 18
| بيرو | المبارة 86 | باراغواي |
| ---- | ---------- | -------- |
|      |            |          |

| فنزويلا | المبارة 87 | كولومبيا |
| ------- | ---------- | -------- |
|         |            |          |

| بوليفيا | المبارة 88 | البرازيل |
| ------- | ---------- | -------- |
|         |            |          |

| تشيلي | المبارة 89 | الأوروغواي |
| ----- | ---------- | ---------- |
|       |            |            |

| الإكوادور | المبارة 90 | الأرجنتين |
| --------- | ---------- | --------- |
|           |            |           |

## الهدافون
عدد الأهداف المُسجلة  55 هدفًا  في 30 مباراة، بمتوسط 1.83 هدفًا في المباراة الواحدة.
5 أهداف
- داروين نونيز

3 أهداف
- ليونيل ميسي
- نيكولاس دي لا كروز

هدفان
- نيكولاس أوتامندي
- نيمار
- رودريغو غوس
- لويس دياز
- رافاييل سانتوس بوري
- فيليكس توريس
- سالومون روندون

هدف
- إينزو فرنانديز
- نيكولاس غونزاليس
- نيكولاس تاغليافيكو
- فيكتور أبريغو
- رودريغو رامايو
- هنري فاكا
- راميرو فاكا
- غابرييل دوس سانتوس
- ماركينيوس
- غابرييل مارتينيلي
- رافينيا دياز
- مارسيلينو نونيز
- دييغو فالديز
- أرتورو فيدال
- خاميس رودريغيز
- أندريس أوريبي
- أنخيل مينا
- كندري بايز
- كيفين رودريغز
- أنطونيو سانابريا
- يوشيمار يوتون
- رونالد أراوخو
- أغوستين كانوبيو
- ماتياس أوليفيرا
- فيديريكو فالفيردي
- إدوارد بيلو
- داروين ماتشيس
- جيفيرسون سافارينو
- يفيرسون سوتيلدو

هدف ذاتي
- غابرييل فيلاميل (ضد الأوروغواي)